# Tony Newton
Anthony Harold Newton, baron Newton of Braintree (ur. 29 sierpnia 1937 w Londynie, zm. 25 marca 2012) – brytyjski polityk, członek Partii Konserwatywnej, minister w rządach Margaret Thatcher i Johna Majora.

## Życiorys
Wykształcenie odebrał we Friends School Saffron Walden oraz w Trinity College na Uniwersytecie w Oksfordzie. Był tam przewodniczącym Oxford Union. W 1974 r. został wybrany do Izby Gmin jako reprezentant okręgu Braintree. W 1979 r. został rządowym whipem. W 1982 r. został młodszym ministrem w resorcie służby socjalnej. Piastował różne stanowiska w tym ministerstwie do 1988 r., kiedy to został członkiem gabinetu jako Kanclerz Księstwa Lancaster. W latach 1989–1992 był ministrem zabezpieczenia socjalnego. Następnie został Lordem Przewodniczącym Rady i przewodniczącym Izby Gmin.
Stanowiska te piastował do 1997 r., kiedy utracił miejsce w Izbie Gmin po przegranych przez konserwatystów wyborach. Niedługo potem został kreowanym dożywotnim parem jako baron Newton of Braintree i zasiadł w Izbie Lordów. Jest również członkiem Tajnej Rady i Oficerem Orderu Imperium Brytyjskiego.